# Мавзолей Хусейн-бека
Мавзолей (тюрбе, кэшэнэ) Хусейн-бека (тат. Хөсәен бәк төрбәсе/кәшәнәсе; ? — 26 января 1344 г.) — татаро-булгарский мавзолей, место захоронения Хаджи-Хусейн-бека — первого имама (духовного главы мусульман) на территории современного Башкортостана. Находится на северном берегу озера Акзиарат, около посёлка Чишмы Чишминского района республики Башкортостан. Стоит в центре одноименного мусульманского кладбища. 

## Хусейн-бек
Никаких письменных источников дающих какую либо информацию о Хусейн-беке не сохранилось, однако по существующим данным можно сказать, что он был сыном Омар(Гумер)-бека и родился в начале XIV века. В молодости поступил в медресе, где изучил мусульманское право и вступил в суфийское братство Ясавия. Позднее Хусейн-бек совершил хадж в Мекку. 

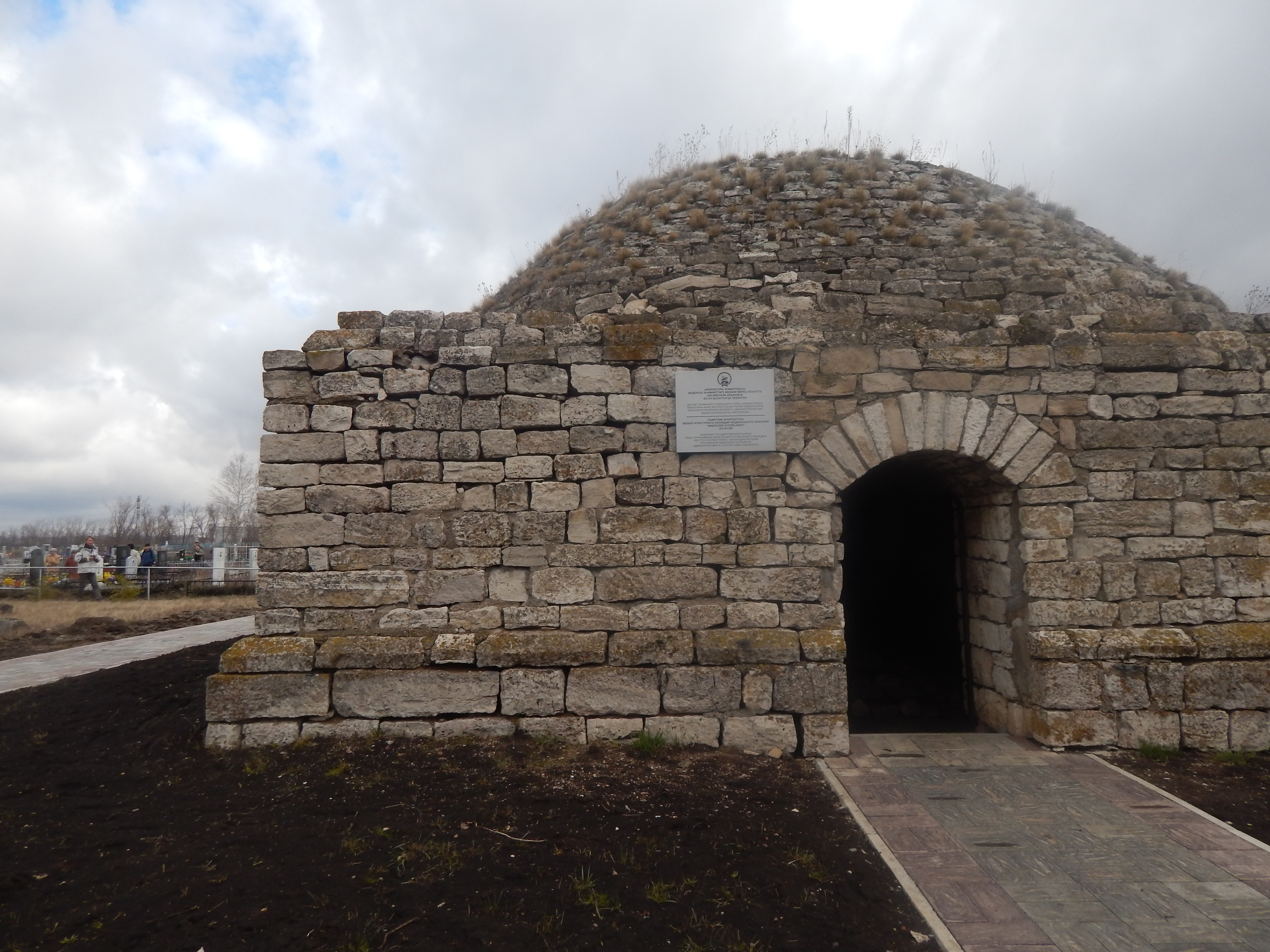
место захоронения Хаджи-Хусейн-бека

На землях современной Башкирии он стал духовным судьёй и носил титул кади. Был булгарским миссионером, возглавлявшим в западной Башкирии мусульманскую духовную миссию. 
По мнению Гаруна Юсупова считалось, что Хусейн-бек умер 15 сентября 1339, однако с помощью прочтения дубликата эпитафии было выяснено, что он умер 26 января 1344 года.
Согласно Ризаитдину Фахретдинову, существует мнение, что он был одним из беков, направленных золотоордынскими ханами из Сарая в эти места в качестве наместника.

## Мавзолей

### Изучение
Вельяминов-Зернов писал, что вокруг описанного им памятника расположено целое кладбище. Многие камни не разборчивы, так как камни уже сильно потерты. Также он упоминает имена людей, погребенных на этом кладбище, а именно Нурукай-батыр, Тепикей-батыр и Имянъ-батыр без обозначеня их года смерти. Эти камни, по исследованиям Гаруна Юсупова, являются булгарскими. Однако Р. Г. Игнатьев, связав эту постройку с Тамерланом, пишет, что там он лишился шести своих князей и велел похоронить их близ мавзолея. Шиленков писал, что Хусейн-бек — мусульманский святой времен болгарского государства времен X-XI веков. Там же были записаны некоторые легенды и предания относительно прихода Тамерлана в эти земли.  Археолог Алексей Смирнов в своей работе «Железный век Башкирии» приходит к тому, что мавзолеи в современном Чишминском районе построенны булгарами. Исследователь Яминов в своей работе «К вопросу о раннемусульманских мавзолеев Башкирии» указывает на полное сходство мавзолеев Башкирии и Болгарского городища, и делает вывод что эти здания были построенны булгарскими мастерами. 
По данным исследований археолога Геннадия Гарустовича, камни, из которых построен данный мавзолей, были привезены с территории современного Татарстана, с окрестностей города Болгар из Сюкеевского месторождения. Архитектура мавзолея принадлежит к монументальному зодчеству Булгарского улуса Золотой Орды, а также повторяет тот же тип постройки, как и другие булгаро-татарские сооружения. Построен был татарскими зодчими из Болгара по устоявшейся в среднем Поволжье и Приуралье системе каменного строительства, в чем не возникает никаких сомнений. Ученые пришли к общему мнению о том, что мавзолей был построен не ранее XIV века. Теорию о том, что мавзолей построили кочевники отрицается многими учеными и считается некомпетентной, так как постройки такого уровня требуют развитую индустрию строительных материалов, а также он находился за пределом обитания золотоордынских кочевников.  

#### Эпитафия
Надгробную надпись на памятнике Хусейн-беку, по свидетельству Гаруна Юсупова, изучало большое количество исследователей, однако качество переводов было под большим вопросом, поскольку ученые либо читали эпитафию на камне не лично, либо не видели памятник вовсе.
Про мавзолей рассказывают много легенд неопределённого происхождения. Например, будто бы на том же холме, где была возведена гробница, Тамерлан со своим войском переждал зиму. Из-за неустановленой причины часть войска погибла. И рядом с Мавзолеем Хусейн-бека были похоронены шесть князей-военачальников. Их могилы и дали начало древнему мусульманскому кладбищу Акзират. Однако исследователи опровергают связь надгробных памятников с Тамерланом, так как надписи на них относятся к XVll веку.
Также остались исторические сведения о том, что после смерти Хаджи Мухаммада его сын Махмудек-оглан откочевал на запад, на территорию современной Уфы, и летом ходил на кочевки вблиз могилы Хусейн-бека. Позже, после его смерти, его похоронили неподалёку от мавзолея.

## Споры
По мнению башкирских ученых данный мавзолей является древнебашкирским памятником. Такая точка зрения отрицается российским научным сообществом, а именно учеными из Южно-Уральского государственного университета, Курганского государственного университета, Института истории им. Марджани, Челябинского военно-исторического общества, Общественного фонда „Южный Урал“. 

## Дальнейшая судьба

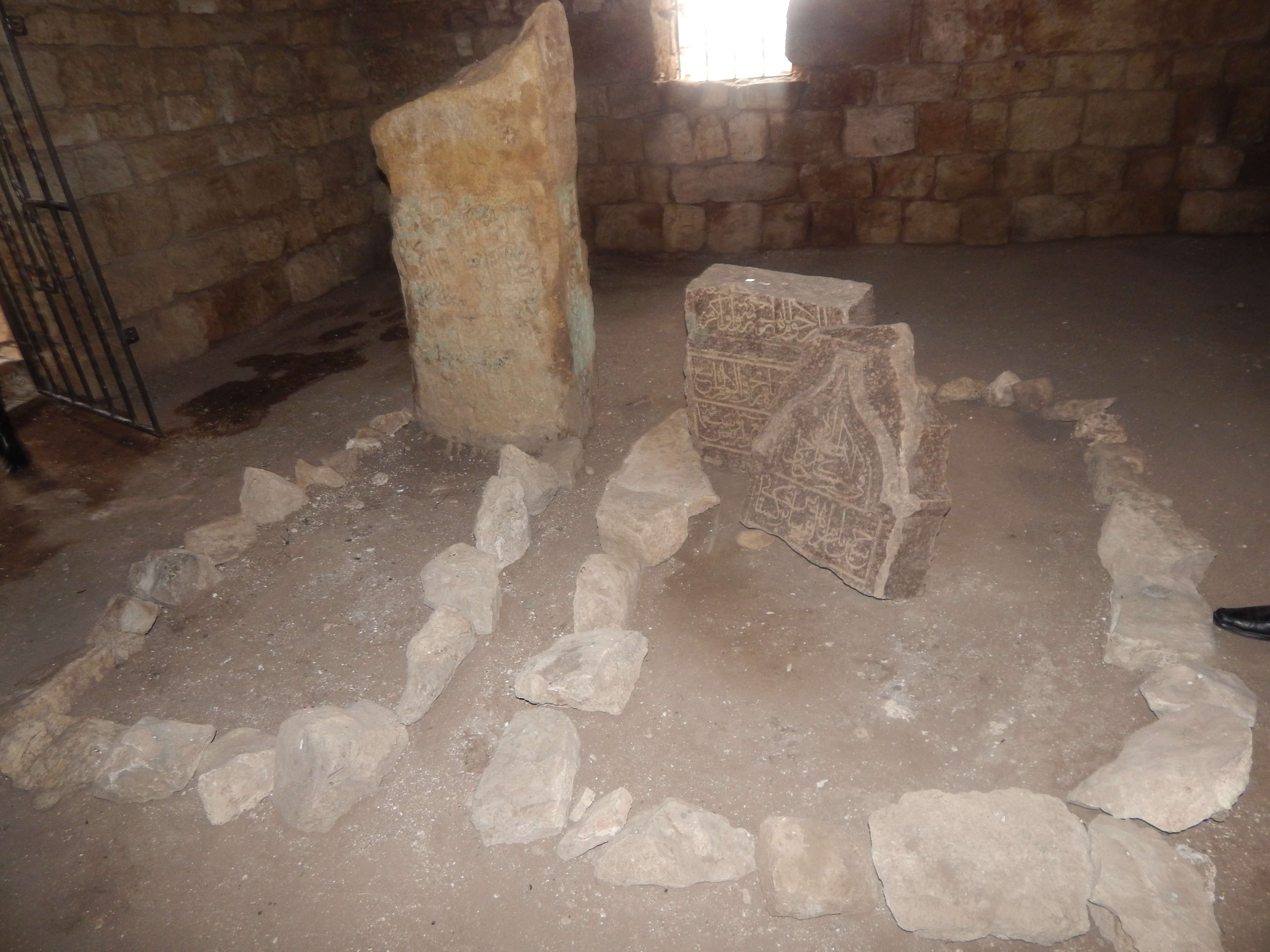
надгробные плиты на месте захоронения Хаджи-Хусейн-бека

К XVIII веку мавзолей был полностью разрушен. И только в 1911 году уфимский муфтий принял решение о восстановлении гробницы, так как она была очень почитаемой мусульманской святыней. В связи с этим начались раскопки гробницы. В результате были обнаружены 9 захоронений. В шести погребениях были дети, а в остальных мужчина, женщина и сам Хусейн-бек. Археологи реконструировали его облик: рост примерно 160 см, среднеазиатский тип лица.
Каждый год в Чишминском районе проходят мероприятия в память Хусейн-Бека.
В 2016 году по просьбе общественности останки Хусейн-бека были переданы для перезахоронения внутри мавзолея, до этого  хранившиеся после раскопок 1985 года в фондах Института истории, языка и литературы УФИЦ РАН.

## Память
- В 2014 году в селе Чишмы была открыта соборная мечеть, которой было присвоено имя Хусейн-бека[21].